# Plesiolebias
Plesiolebias – rodzaj ryb karpieńcokształtnych z rodziny strumieniakowatych (Rivulidae).

## Klasyfikacja
Gatunki zaliczane do tego rodzaju:
- Plesiolebias altamira
- Plesiolebias aruana
- Plesiolebias canabravensis
- Plesiolebias filamentosus
- Plesiolebias fragilis
- Plesiolebias glaucopterus
- Plesiolebias lacerdai
- Plesiolebias xavantei